# Botvalde träsk
Botvalde träsk är en sjö i Gotlands kommun i Gotland och ingår i Gothemån-Snoderåns kustområde. Sjön har en area på 0,0603 kvadratkilometer och ligger 1,2 meter över havet.

## Delavrinningsområde
Botvalde träsk ingår i det delavrinningsområde (638957-167864) som SMHI kallar för Rinner mot Ö Gotlands m kustvatten. Avrinningsområdets medelhöjd är 9 meter över havet och ytan är 15,05 kvadratkilometer. Det finns inga delavrinningsområden uppströms utan avrinningsområdet är högsta punkten. Delavrinningsområdets utflöde mynnar i havet, utan att ha någon enskild mynningsplats. Delavrinningsområdet består mestadels av skog (64 procent), öppen mark (11 procent) och jordbruk (23 procent). Avrinningsområdet har 0,05 kvadratkilometer vattenytor vilket ger avrinningsområdet en sjöprocent på 0,3 procent. Bebyggelsen i området täcker en yta av 0,17 kvadratkilometer eller 1 procent av avrinningsområdet.